# Râul Dulbanu
Râul Dulbanu este un curs de apă, afluent al râului Ialomicioara. 